# A36 (Italië)

De A36 of Pedemontana Lombarda is een deels in aanleg zijnde autosnelweg in Lombardije in het noorden van Italië. De A36 is een noordelijke ringweg om Milaan. In november 2015 werd het eerste deel van de snelweg geopend tussen de A8 in Cassano Magnago en de SS35 in Lentate sul Seveso. De snelweg wordt op termijn verlengd tot de A4.